# Saint-Léon-le-Grand
Saint-Léon-le-Grand es un municipio parroquial canadiense situado en la provincia de Quebec.

## Superficie
Saint-Léon-le-Grand tiene una superficie de 128,26 km².

## Demografía
En 2021, tenía 968 habitantes, una densidad poblacional de 7,5 hab./km², y 447 viviendas.